# Santibáñez de Tera
Santibáñez de Tera – gmina w Hiszpanii, w prowincji Zamora, w Kastylii i León, o powierzchni 18,98 km². W 2011 roku gmina liczyła 450 mieszkańców.